# Manchester Storm (1995-2002)
Pour le club homonyme créé en 2015, voir Manchester Storm.
Le Manchester Storm est un club de hockey sur glace qui était basé à Manchester en Angleterre. L'équipe existe entre 1995 et 2002 et joue lors de sa première saison dans la British Hockey League. En 1997, elle rejoint la première division du Royaume-Uni, nommée Ice Hockey Superleague. Le Storm joue ses matchs domicile dans la Nynex Arena.

## Historique

### 1995-1996, les débuts du club
La ville de Manchester se dote en juillet 1995 d'une nouvelle patinoire, dans le cadre de la candidature pour l'organisation des Jeux olympiques d'été de 2000. La salle, nommée NYNEX Arena, est inaugurée le 15 juillet 1995. Il est alors envisagé de créer une équipe de hockey sur glace qui jouerait dans la salle. Ogden Entertainment Services, organe dirigeant de la salle, décide alors de prendre en main la nouvelle équipe de la ville, le Storm — en français la tempête. Lee A. Esckilsen est nommé directeur-général de l'équipe et également directeur de l'aréna.
John Lawless, entraîneur des Cardiff Devils, est approché en mars 1995 pour devenir entraîneur de l'équipe de Manchester puis c'est au tour de Daryl Lipsey des Swindon Wildcats de rejoindre l'équipe pour occuper le poste de joueur mais également d'entraîneur-adjoint. La première rencontre officielle que joue l'équipe est un match de la Coupe Benson & Hedges le 26 août 1995 contre les Telford Tigers dans leur patinoire. Le Storm perd sur la marque de six buts à quatre. Le 15 septembre 1995, le match retour a lieu dans la salle de Manchester devant 10 034 personnes pour un match nul six buts partout.
Le Storm ne perd que deux matchs au cours de la saison régulière et remporte le titre de champion de la deuxième division de la British Hockey League,. L'équipe attire de plus en plus de joueurs pour finalement cumuler à 16 280 personnes pour la victoire 6-3 contre les Blackburn Hawks en février 1996. Hilton Ruggles termine meilleur pointeur de l'équipe avec un total de 191 points. Il totalise 112 buts ce qui le place à la deuxième place des buteurs de la ligue derrière Brad Rubachuk des Swindon Wildcats.
L'équipe joue par la suite une phase de barrage promotion - relégation avec deux équipes de la BHL et une équipe de la ligue supérieure. Manchester remporte cinq matchs sur six et doit théoriquement les assurer d'une place dans la division supérieure pour la saison suivante. Mais doit les envoyer en division supérieure, en Premier League, mais la structure du championnat élite change, adoptant le format d'une ligue sans promotion ni relégation.

### 1996-1997, la création de l’Ice Hockey Superleague
La nouvelle ligue créée, la Ice Hockey Superleague (également désignée par le sigle ISL), regroupe sept clubs du Royaume-Uni en plus de l'équipe de Manchester : Ayr Scottish Eagles, Basingstoke Bison, Bracknell Bees, Cardiff Devils, Newcastle Riverkings, Nottingham Panthers et Sheffield Steelers. En parallèle, la Ligue européenne de hockey, une nouvelle compétition internationale, est créée et le Storm est le représentant du Royaume-Uni. L'équipe joue alors dans le groupe A avec les Berlin Capitals (Allemagne), le TPS (Finlande) et le Luleå HF (Suède). Avec six défaites en autant de match, l'équipe est éliminée dès le premier tour.
Le 23 février 1997, lors d'un match de la saison régulière le Storm joue un match à guichets fermés contre les Sheffield Steelers, le seul de la saison. La réussite de la première saison ne se répète pas et le Storm finit à une décevante septième place juste devant le Basingstoke Bison avec seulement quatorze victoires. Lors de la coupe, l'équipe finit deuxième du groupe B derrière les Cardiff Devils mais l'équipe perd dès le premier tour de la phase finale en étant éliminée en deux rencontres par les Ayr Scottish Eagles.
L'ISL ne comptant que huit équipes, elles sont toutes qualifiées pour les séries mais lors de la phase de poule, le Storm perd cinq matchs sur six et ne va pas plus loin. Craig Woodcroft est le meilleur pointeur et passeur de l'équipe avec trente-neuf points et vingt-deux passes décisives alors que Ruggles est une nouvelle fois le meilleur buteur avec dix-huit buts. La saison sans résultat conduit au départ de Lawless, l'entraîneur de l'équipe.

### 1997-1998, un nouvel entraîneur
L'américain Kurt Kleinendorst, ancien joueur de l'ECHL, arrive alors derrière le banc de l'équipe pour la saison suivante après avoir signé en mai 1997. Il fait alors signer plusieurs de ses connaissances dont Kris Miller et Dave Morrison tout en conservant les cadres de l'équipe comme Ruggles et Rubachuk, arrivé au club en 1996.
Avec douze nouveaux joueurs sur dix-neuf quand la saison débute, l'équipe réalise un exploit historique pour un club britannique lors de la Ligue européenne de hockey. Manchester réussit en effet à pousser le Dynamo Moscou en prolongation. L'équipe perd finalement 3-2 après prolongation mais fait tomber par la suite le Sparta Prague 7–0 à domicile et 4–3 dans la capitale tchèque. Au niveau du Royaume-Uni, le club se classe deuxième de la saison régulière derrière les Ayr Scottish Eagles. Le Storm perd par la suite en demi-finale contre les Ayr Scottish Eagles, futurs champions. Ils perdent également en demi-finale de la Coupe Benson & Hedges, toujours contre les Scottish Eagles, toujours futurs vainqueurs de la compétition. Stephen Cooper reçoit le trophée du meilleur défenseur de la ligue alors que Miller et Woodcroft sont élus dans l'équipe type de la saison.

### 1998-1999, champion de la saison
En 1998-1999, Kleinendorst fait signer un contrat à un joueur champion de la Coupe Stanley de la Ligue nationale de hockey, Frank Pietrangelo. Pietrangelo vient alors pour occuper le rôle de gardien de but numéro un du club.
L'équipe décroche cette année-là de nombreux records de la ligue dont le plus grand nombre de buts, le plus grand nombre de victoires de la saison, le plus grand nombre de points, le plus petit nombre de buts accordés par leur gardien de but et le plus faible nombre de défaites. Jeff Tomlinson termine meilleur pointeur de l'équipe avec un total de quarante-et-un points. Au mois de décembre, Pietrangelo est élu meilleur joueur du mois par le sponsor de la ligue puis il est désigné meilleur joueur de la saison. Kleinendorst est quant à lui élu meilleur entraîneur de la ligue et plusieurs joueurs de l'équipe sont élus dans les équipes types de la saison : Troy Neumeier et Pietrangelo dans la première équipe et Miller, Tomlinson et Jeff Jablonski dans la seconde. Il termine la saison régulière avec une moyenne de 1,92 but encaissé par match, le seul gardien de l'ISL à descendre sous la barre des deux buts par match.
Il aide ainsi son équipe à remporter le titre de champion de Grande-Bretagne. Lors de la deuxième phase de la saison, les séries éliminatoires, l'équipe termine en tête de sa phase de poule et est alors opposée au deuxième de l'autre poule, les Cardiff Devils. La phase finale se joue dans la patinoire de Manchester les 3 et 4 avril 1999. Alors qu'ils sont favoris de leur demi-finale, les joueurs du Storm tombent lourdement sur le score de 5-0 avec trois buts de Nicky Chinn. Encore une fois, l'équipe battant le Storm remporte le titre des séries. Lors de la Coupe B&H, Manchester passe tous les tours mais chute une nouvelle fois contre les futurs champions en demi-finale : les Nottingham Panthers.
À la fin de la saison, Rubachuk est forcé de prendre sa retraite après avoir reçu une blessure au cou lors d'un choc avec Paxton Schulte, joueur des Bracknell Bees. Joueur très aimé par le public, le numéro 41 de Rubachuk, est retiré par le club à la suite de cette fin de carrière.

### 1999-2000, la Coupe B&H
Le Storm réalise une très bonne saison 1999-2000 au niveau de la Coupe Benson & Hedges : comme la saison passée, ils terminent en tête de leur poule. Mais alors qu'en 1998, ils perdent au premier tour, les joueurs du Storm passent ce tour en faisant match nul 6-6 lors de la rencontre aller contre les Sheffield Steelers puis en remportant le match retour 3-2. Lors du deuxième tour, Pietrangelo réalise deux blanchissages contre les Cardiff Devils : 4-0 puis 0-0. Le Storm accède ainsi à la finale de la Coupe qui est jouée le 4 décembre 1999 dans la patinoire de Sheffield contre les London Knights.
Les Knights prennent l'avantage en inscrivant un premier but après moins de deux minutes de jeu par l'intermédiaire de Marc Hussey. Rob Kenny vient doubler la marque pour Londres en marquant un autre but à Pietrangelo juste après la onzième minute de jeu. Pierre Allard, joueur français de Manchester, réduit l'écart en inscrivant un but avant la fin du premier tiers-temps. En tout début de la deuxième période, Mike Harding profite d'une supériorité numérique de son équipe pour égaliser la marque. Jablonski inscrit un troisième but à la quarante-huitième minutes de la rencontre pour donner l'avantage au Storm. Avec moins d'une minute de jeu, l'entraîneur des Knights fait sortir son gardien de but, Mark Cavallin, pour faire entrer un joueur de champ supplémentaire et tenter de décrocher l'égalisation. La tactique est payante puisque Claudio Scremin concrétise une passe de Kenny pour déclencher la prolongation qui ne donne rien. Rick Brebant, deuxième joueur du Storm à tenter un tir de fusillade, est le seul joueur qui transforme sa tentative alors que Pietrangelo arrête tous les tirs des joueurs de Londres pour la victoire de Manchester,.
Lors du championnat, le Storm ne parvient pas à répéter son parcours de 1998-1999 ni sa performance de la Coupe et finit à la troisième place du classement avec cinq points de moins que les champions, les Bracknell Bees. Lors des séries éliminatoires, Manchester termine à la dernière place de la phase de poule et ainsi éliminé prématurément. Cette contre-performance s'explique en partie par les nombreuses blessures que subit Pietrangelo tout au long de la saison et il se fait opérer du genou au cours des séries éliminatoires.

### 2000-2001, une année à vide
Pietrangelo annonce en début de début de saison qu'il compte mettre fin à sa carrière à l'issue de la saison alors que Kleinendorst quitte le club pour rejoindre la LNH et les Devils du New Jersey. Terry Christensen devient alors le nouvel entraîneur et directeur-général de l'équipe. Dans le même temps, le club change de propriétaire et est revendu à SMG. Le championnat commence par un blanchissage de Pietrangelo 2-0 contre Londres mais la suite de la saison est  plus compliquée alors que l'équipe change en grande partie puisque seulement six joueurs n'ont pas changé entre les deux saisons. Le gardien de l'équipe se blesse une nouvelle fois en se faisant un claquage à l'aine en septembre et il tente un retour deux mois plus tard. Malheureusement pour lui, ce retour n'est pas bénéfique et ce match disputé contre les Sheffield Steelers le soir du 4 novembre 2000 est le dernier qu'il joue de sa carrière, une défaite 7-1.
À l'issue de la saison du championnat, le Storm pointe péniblement à une septième place et manque les séries une deuxième année consécutive en finissant à la quatrième et dernière place de la poule B. Contrairement à l'année précédente, la saison n'est pas sauvée par la Coupe puisque le Storm est éliminé en quart-de-finale. Greg Bullock est élu dans la seconde équipe type de la saison.

### 2001-2002, échec en finale
En début de saison, le club change une nouvelle fois de propriétaire quand Gary Cowan le rachète. Comme première mesure, il décide de changer l'entraîneur qui ne plaît pas au public et met en place Daryl Lipsey derrière son banc. Encore une fois, l'équipe est grandement remaniée avec seulement cinq joueurs conservés de l'effectif précédent. Ainsi, Ivan Matulík, Dwight Parrish rejoignent le club, ou encore Stevie Lyle et Mike Torchia dans les buts. L'équipe termine à la dernière position de la saison régulière mais comme l'ISL ne compte plus que sept équipes, elles sont toutes qualifiées pour la phase de poule. Les résultats sont un peu meilleurs en poule puisque le Storm décroche la dernière place qualificative pour la phase finale. Les Ayr Scottish Eagles sont battus en demi-finale par l'équipe de Manchester sur la marque de 2-1. Le Storm accède donc pour la première fois de son histoire à la finale des séries du championnat.
La finale se joue le 31 mars 2002 dans la patinoire de Nottingham contre les Sheffield Steelers. La finale débute mal pour le Storm qui concède un but dans les deux premières minutes de jeu par l'intermédiaire de Paul Kruse. Manchester revient au score puis dépasse son adversaire en inscrivant deux buts par Trevor Gallant et puis par Mike Morin. Au début de la deuxième période, Paul Ferone donne deux buts d'avance à son équipe. Kruse inscrit un deuxième but pour son équipe mais malgré tout les joueurs de Manchester sont prêts de l'exploit menant le match 3-2 à quelques minutes de la fin du match. Chris Lipsett égalise pour les Steelers et force les deux équipes à jouer la prolongation, cette dernière ne donnant rien, une séance de tir de fusillade est réalisée. Ryan Bach pour Sheffield et Torchia sont opposés dans les buts mais alors que le premier parvient à arrêter les cinq tirs de Manchester, le second est trompé par Brad Lauer pour la défaite du Storm et l'élimination en finale.

### 2002-2003, la fin de l'aventure
Le Manchester Storm disparaît en 2002 pour des raisons financières au bout de six journées de championnat de la nouvelle saison qui vient de démarrer. Finalement, Lipsey est la seule personne de l'histoire du club a toujours avoir été dans l'entourage de l'équipe au cours de ses années d'existence. Le club dépose le bilan, devant annuler plusieurs matchs de la saison car la location de la salle ne peut pas être réglée. En novembre 2002, Gary Cowan le propriétaire de l'équipe a quatre jours pour tenter de trouver 150 000 £.
Un groupe de supporters est alors formé, groupe nommé The Friends of Manchester Storm et ils tentent de lever 100 000 £ de la somme globale. Le groupe change alors de nom et prend celui de The Friends of Manchester ice hockey,.
Finalement, une nouvelle équipe est lancée en 2003 et prend le nom de Manchester Phoenix, s'appuyant sur le mot phœnix, oiseau fabuleux, doué de longévité et caractérisé par son pouvoir de renaître après s'être consumé sous l'effet de sa propre chaleur. Le club renaît donc des cendres du club du Storm et rejoint le nouveau championnat du Royaume-Uni, nommé Elite Ice Hockey League.

## Statistiques saison après saison

### Championnats
Cette section présente les résultats saison par saison du Storm, que ce soit dans la British Hockey League ou dans l’Ice Hockey Superleague.

#### Dans laBritish Hockey League
| Saison    | PJ | V  | N | DP | D | BP  | BC  | Pun   | Pts | Classement             |
| --------- | -- | -- | - | -- | - | --- | --- | ----- | --- | ---------------------- |
| 1995-1996 | 52 | 49 | 1 | 0  | 2 | 539 | 185 | 1 364 | 99  | Premiers sur quatorze  |
| 1995-1996 | 6  | 5  | 0 | —  | 1 | 41  | 20  | —     | 10  | Premiers de la poule B |

#### Dans l’Ice Hockey Superleague
| Saison    | Saison régulière | Saison régulière | Saison régulière | Saison régulière | Saison régulière | Saison régulière | Saison régulière | Saison régulière | Saison régulière | Saison régulière         |                                                                                | Séries éliminatoires |
| Saison    | PJ               | V                | N                | DP               | D                | BP               | BC               | Pun              | Pts              | Classement               |                                                                                | Séries éliminatoires |
| --------- | ---------------- | ---------------- | ---------------- | ---------------- | ---------------- | ---------------- | ---------------- | ---------------- | ---------------- | ------------------------ | ------------------------------------------------------------------------------ | -------------------- |
| 1996-1997 | 42               | 14               | 3                | 1                | 24               | 142              | 191              | 738              | 32               | Septièmes sur huit       | Non qualifiés                                                                  |                      |
| 1996-1997 | 6                | 1                | 0                | 0                | 5                | 11               | 21               | —                | 2                | Quatrièmes de la poule A | Non qualifiés                                                                  |                      |
| 1997-1998 | 28               | 18               | 3                | 1                | 6                | 123              | 80               | 660              | 40               | Deuxièmes sur huit       | 3-5 et 2-7 contre les Ayr Scottish Eagles en demi-finale                       |                      |
| 1997-1998 | 6                | 3                | 1                | 0                | 2                | 21               | 20               | —                | 7                | Deuxièmes de la poule B  | 3-5 et 2-7 contre les Ayr Scottish Eagles en demi-finale                       |                      |
| 1998-1999 | 42               | 30               | 1                | 4                | 7                | 155              | 86               | —                | 65               | Premiers sur huit        | 0-5 contre les Cardiff Devils en demi-finale                                   |                      |
| 1998-1999 | 6                | 5                | 0                | 0                | 1                | 22               | 9                | —                | 10               | Premiers de la poule A   | 0-5 contre les Cardiff Devils en demi-finale                                   |                      |
| 1999-2000 | 42               | 23               | 2                | 3                | 14               | 155              | 138              | —                | 51               | Troisièmes sur huit      | Non qualifiés                                                                  |                      |
| 1999-2000 | 6                | 1                | 2                | 1                | 2                | 12               | 16               | —                | 5                | Quatrièmes de la poule B | Non qualifiés                                                                  |                      |
| 2000-2001 | 48               | 15               | 6                | 3                | 24               | 148              | 186              | 1 050            | 60               | Septièmes sur neuf       | Non qualifiés                                                                  |                      |
| 2000-2001 | 6                | 1                | 1                | 2                | 2                | 20               | 26               | —                | 7                | Quatrièmes de la poule B | Non qualifiés                                                                  |                      |
| 2001-2002 | 48               | 13               | 12               | —                | 23               | 117              | 141              | —                | 38               | Septièmes sur sept       | 2-1 contre les Ayr Scottish Eagles 3-4 contre les Sheffield Steelers en finale |                      |
| 2001-2002 | 6                | 2                | 1                | —                | 3                | 24               | 21               | —                | 5                | Quatrièmes sur sept      | 2-1 contre les Ayr Scottish Eagles 3-4 contre les Sheffield Steelers en finale |                      |
| 2002-2003 | 6                | 3                | 3                | 0                | 0                | 15               | 24               | —                | 6                | Ne finit pas la saison   | Non qualifiés                                                                  |                      |

### Coupes
| Saison    | Saison régulière      | Saison régulière | Saison régulière | Saison régulière | Saison régulière | Saison régulière | Saison régulière | Saison régulière | Saison régulière | Saison régulière                       | | Séries éliminatoires |
| Saison    | Coupe                 | PJ               | V                | N                | DP               | D                | BP               | BC               | Pts              | Classement                             | | Séries éliminatoires |
| --------- | --------------------- | ---------------- | ---------------- | ---------------- | ---------------- | ---------------- | ---------------- | ---------------- | ---------------- | -------------------------------------- | --- | -------------------- |
| 1996-1997 | Coupe Benson & Hedges | 6                | 3                | 1                | —                | 2                | 25               | 24               | 7                | Deuxièmes du groupe B                  | 2-4 et 2-3 contre les Ayr Scottish Eagles en quart-de-finale |                      |
| 1997-1998 | Coupe Benson & Hedges | 10               | 7                | 2                | —                | 1                | 65               | 21               | 16               | Premiers du groupe A                   | 2-2 et 5-4 contre les Bracknell Bees 4-4 et 2-4 contre les Ayr Scottish Eagles en demi-finale                                                                     |                      |
| 1997-1998 | Coupe Express         | 14               | 5                | 3                | 2                | 4                | 54               | 44               | 15               | Quatrièmes de la première phase        | Non qualifiés |                      |
| 1998-1999 | Coupe Benson & Hedges | 6                | 4                | 2                | —                | 0                | 19               | 12               | 10               | Premiers du groupe B                   | 7-1 et 9-2 contre les Kingston Hawks 2-2 et 4-2 contre les Sheffield Steelers 3-2 et 1-5 contre les Nottingham Panthers en demi-finales                           |                      |
| 1998-1999 | Coupe Challenge       | 14               | 10               | 1                | 2                | 1                | 47               | 28               | 23               | Premiers de la première phase          | 0-5 et 1-3 contre les Sheffield Steelers en demi-finales |                      |
| 1999-2000 | Coupe Benson & Hedges | 6                | 5                | 0                | —                | 1                | 29               | 15               | 10               | Premiers du groupe E                   | 6-6 et 3-2 contre les Sheffield Steelers 4-0 et 0-0 contre les Cardiff Devils 4-3 (TF) contre les London Knights en finale Vainqueurs de la Coupe Benson & Hedges |                      |
| 1999-2000 | Coupe Challenge       | 14               | 6                | 2                | 1                | 5                | 55               | 52               | 15               | Sixièmes de la première phase          | Non qualifiés |                      |
| 2000-2001 | Coupe Benson & Hedges | 6                | 3                | 2                | —                | 1                | 26               | 24               | 8                | Deuxièmes du groupe A                  | 2-3 et 2-4 contre les Nottingham Panthers en quart-de-finale |                      |
| 2000-2001 | Coupe Challenge       | 16               | 6                | 2                | 1                | 7                | 59               | 71               | 23               | Sixièmes de la première phase          | Non qualifiés |                      |
| 2001-2002 | Coupe Challenge       | 12               | 3                | 2                | —                | 7                | 24               | 37               | 8                | Cinquièmes de la première phase        | Non qualifiés |                      |
| 2002-2003 | Coupe Challenge       | 6                | 1                | 1                | 0                | 4                | 13               | 20               | 3                | Quatrièmes du groupe A, première phase | Non qualifiés |                      |

### Ligue européenne de hockey
Cette section présente les résultats du Storm lors des quatre éditions de la Ligue européenne de hockey à laquelle l'équipe participe. Lors de chaque édition, des groupes de quatre équipes de pays d'Europe différents sont constitués et seule la meilleure équipe de chaque groupe joue les séries éliminatoires.
| Année | PJ | V | VP | DP | D | BP | BC | Pts |                        | Classement |
| ----- | -- | - | -- | -- | - | -- | -- | --- | ---------------------- | ---------- |
| 1997  | 6  | 0 | —  | —  | 6 | 10 | 39 | 0   | Quatrièmes du groupe A |            |
| 1998  | 6  | 3 | 0  | 2  | 1 | 25 | 23 | 11  | Deuxièmes du groupe F  |            |
| 1999  | 6  | 2 | 1  | 1  | 2 | 16 | 20 | 9   | Troisièmes du groupe D |            |
| 2000  | 6  | 0 | 0  | 2  | 4 | 13 | 26 | 2   | Quatrièmes du groupe B |            |

## Patinoire

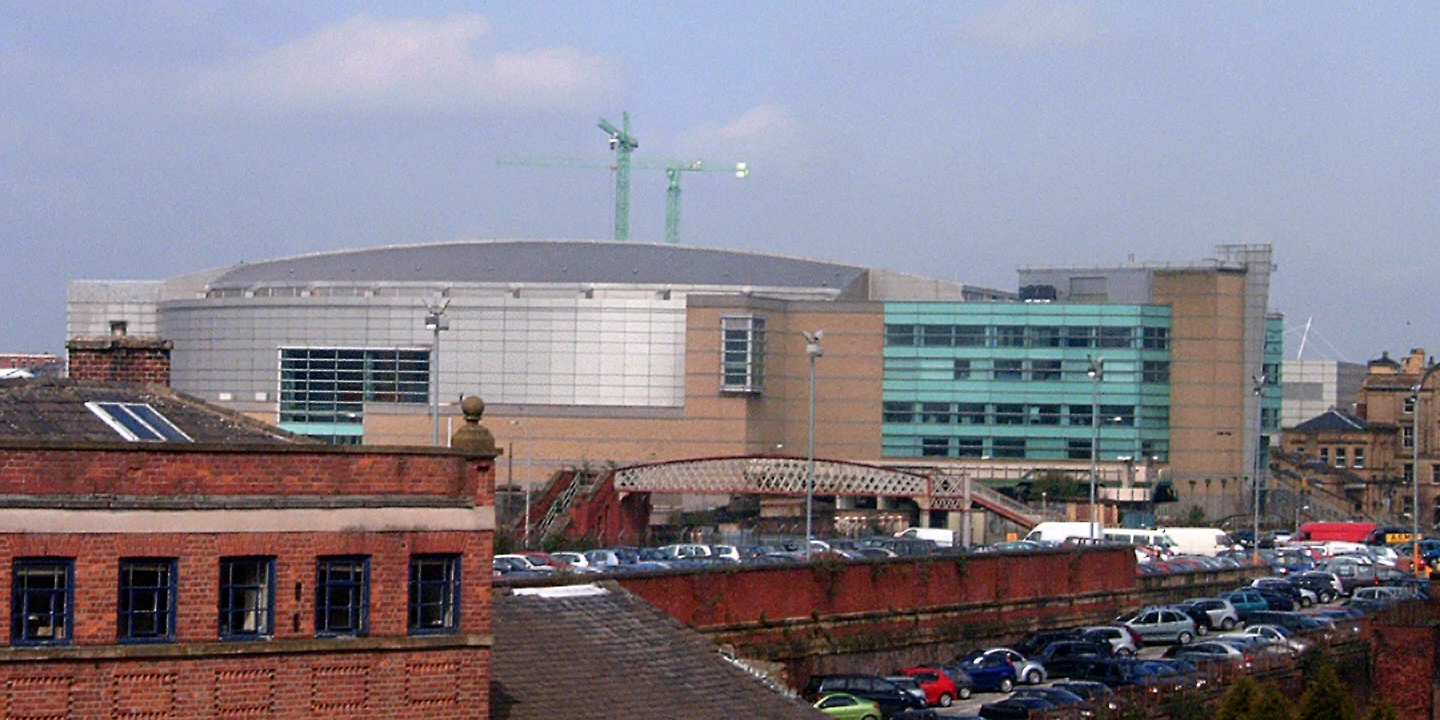
Vue extérieure de la patinoire du Storm, le Manchester Evening News Arena.

La ville de Manchester se dote en juillet 1995 d'une nouvelle patinoire, dans le cadre de la candidature pour l'organisation des Jeux olympiques d'été de 2000. La salle, nommée NYNEX Arena, est inaugurée le 15 juillet 1995. Elle change de nom en 1998 pour prendre celui de Manchester Evening News Arena après que la société NYNEX est rachetée par Bell Atlantic.
Le Storm détient alors le record de la meilleure affluence pour un match de championnat de Grande-Bretagne, établit le 23 février 1997, avec  17 245 personnes, contre les Sheffield Steelers. Ce record est battu au début de la saison 2007-2008 de la Ligue nationale de hockey. 17 551 personnes assistent dans la salle de Londres, dans l'O2 arena, le 30 septembre 2007 au premier match de la saison entre les Kings de Los Angeles et les Ducks d'Anaheim.

## Entraineurs
Au cours de son existence, le club a eu quatre entraîneurs différents : 
- John Lawless 1995–1997
- Kurt Kleinendorst 1997–2000
- Terry Christensen 2000–2001
- Daryl Lipsey 2001–2002 (assisté de Rob Wilson)

## Récompenses et honneurs

### Trophées d'équipe
Ice Hockey Superleague
- Champion de la saison régulière : 1999
- Vice-champion de la saison régulière : 1998

Coupe Benson & Hedges
- Vainqueur : 2000

### Trophées individuels
Joueur de l'année de l'ISHL
- 1998-1999 — Frank Pietrangelo

Trophée Alan Weeks
- 1997-1998 — Stephen Cooper (meilleur défenseur de l'année)

Équipes d'étoiles d'IHSL
- Première équipe
  - 1997-1998 — Kris Miller et Craig Woodcroft
  - 1998-1999 — Frank Pietrangelo et Troy Neumeier

- Seconde équipe
  - 1998-1999 — Kris Miller, Jeff Tomlinson et Jeff Jablonski
  - 2000-2001 — Greg Bullock